# Bayswater
Bayswater – dzielnica Londynu, położona na terenie gminy City of Westminster. Znajduje się tu stacja metra Bayswater.